# 长佛寺
长佛寺，位于中国青海省贵德县河东乡查达村，为青海省市县级文物保护单位，公布日期为1991年5月31日，类型为古建筑。
长佛寺的历史年代为清。